# Paul Van Dessel
Paul Van Dessel (25 oktober 1925 - Brussel, 12 december 2008) was een van de pioniers van de Belgische Radio en Televisie (BRT).
Van 1953 tot 1990 was Van Dessel televisiedirecteur van de NIR, wat doorheen de jaren hervormd werd tot BRT. Hij fungeerde ook als presentator, producer en productiemanager van verschillende programma's, voornamelijk binnen de categorie ontspanning.
In het spoor van de Belgische welfare presenteerde hij het verzoekprogramma Het Soldatenhalfuurtje op Radio 1. 
Vanaf 1957 organiseerde Van Dessel het jaarlijkse Eurovisiesongfestival voor de Vlaamse deelnemers.
Paul Van Dessel gaf als een van de spilfiguren van de Vlaamse media een impuls aan de carrière van vele artiesten, waaronder quizpresentator Tony Corsari, de zanger-muzikant en ondernemer Bobbejaan Schoepen en jazzlegende Toots Thielemans.
Paul Van Dessel overleed op 83-jarige leeftijd aan de ziekte van Parkinson, twee dagen nadat zijn dochter Carine aan kanker was overleden.